# Навсікая з Долини Вітрів
«Навсікая з Долини Вітрів» (яп. 風の谷のナウシカ, кадзе но тані но наусіка) — анімаційний фільм режисера Міядзакі Хаяо 1984 року, знятий за мотивами однойменної манґи.
В українському прокаті фільм демонструвався з 28 березня до 3 квітня 2019 року в рамках великої ретроспективи відреставрованих та озвучених українською мовою фільмів Хаяо Міядзакі та Studio Ghibli від KyivMusicFilm.
На 5 вересня 2021 року фільм займав 238-у позицію у списку 250 кращих фільмів за версією IMDb.
Дія фільму відбувається на постапокаліптичній Землі, де залишкам людей загрожують істоти «Гнилого Моря». Проте дівчина Навсікая знаходить шлях співіснування з природою, який не всі люди готові прийняти.

## Сюжет
Через тисячу років після того, як індустріальна цивілізація загинула у війні, простори планети покрито лісами отруйних рослин і грибків — Гнилим Морем. Одне з незайнятих ним місць — Долина Вітрів, у якій проживають вцілілі люди. Принцеса Долини Вітрів Навсікая досліджує ліс верхи на планері в пошуках панцирів велетенських комах ому. Під час одного з вильотів вона розлютила живого ому, який женеться за принцесою. Навсікая здогадується як змусити комаху повернутися в ліс, не шкодячи істоті.
Долину Вітрів відвідує Юпа, учитель фехтування Навсікаї та дарує їй знайдене звіря білколиса. Юпа розповідає батькові Навсікаї про поширення Гнилого Моря, що змушує людей іти з насиджених місць. Стара Обаба заспокоює його легендою про рятівницю, що колись приведе всіх до чистих земель. Вночі в долині зазнає аварії літак королівства Тормекія, що зазнав нападу комах. Навсікая рятує принцесу країни Паджіте, на ім'я Ластель, ув'язнену на борту, але та помирає, наостанок попросивши знищити вантаж літака. Одна з комах кличе на допомогу інших комах і її збираються застрелити, але Навсікая безпечно виманює її за межі долини.
Оглядаючи уламки літака наступного дня, люди знаходять кокон воїна-велета, біологічної зброї, через яку загинула колишня цивілізація. На Долину Вітрів нападають літаки й танки Тормекії, очолювані принцесою Кушаною і її помічником Куротовою. Вони вбивають батька Навсікаї та захоплюють кокон. Навсікая знищує кількох нападників, але її зупиняє Юпа, щоб уникнути ще більших жертв. Кушана закликає об'єднатися та випалити Гниле Море силою воїна-велета. Обаба виступає проти, адже знає, що в разі шкоди лісу з нього розбігаються ому і розносять спори Гнилого Моря навкруги. Навсікая погоджується підкоритися аби її народ лишився в безпеці. Війська Тормекії відлітають, взявши з собою п'ятьох заручників і Навсікаю. Юпа замислює знищити кокон, в пошуках принцеси він виявляє таємну кімнату Навсікаї, де цвітуть рослини з лісу. Це свідчить, що рослини нешкідливі, а отрута міститься в самій землі. Принцеса зізнається, що таємно збирала їх і поливала водою з підземних озер для виготовлення ліків для батька.
На ескадру літаків Кушани нападає винищувач Паджіте. Навсікая разом із заручниками та Кушаною змушені здійснити посадку посеред Гнилого Моря. Вони опиняються в гнізді ому, де Навсікая входить в телепатичний контакт з комахою через їхні щупальця та переконує ому відступити. Вирушивши на розвідку околиць, Навсікая знаходить пілота винищувача, Асбері, який виявляється братом Ластель. Обоє опиняються в сипучих пісках і потрапляють до чистого підземелля під Лісом. Навсікає розуміє, що рослини насправді очищають заражені ґрунт і воду, збираючи отруту в собі. Переночувавши в підземеллі, Навсікая з Асбері вирушають назад.
Тим часом Юпа шпигує за Куротовою, що лишився в Долині Вітрів. Той, дізнавшись про зникнення Кушани, замислює узурпувати владу, проте вона невдовзі повертається під конвоєм власних колишніх заручників. Кушана підмовляє їх захопити воїна-велета аби його сила не була використана задля війни проти інших королівств. Спори проникають все ближче до долини, почавши отруювати все навколо. Навсікая та Асбері дорогою бачать, що Паджіте знищено комахами. Група вцілілих розповідають як вони нацькували комах на армію Тормекії та спрямували в Долину Вітрів аби не дати пробудити воїна-велета, що дасть змогу Кушані завоювати всі держави. Вони беруть Навсікаю з Асбері в заручники, але ті тікають завдяки допомозі матері Ластель.
Навсікая дістається додому, з повітря бачачи як туди прямують зграї ому, приманені зумисне пораненим дитинчам комахи. Навсікая повертає дитинча, та під обстрілом зазнає поранень. Розлючені ому не звертають на них уваги, прямуючи в долину. Війська Куротови тікають, Кушана передчасно пробуджує воїна-велета. Хоча він знищує багатьох комах, але швидко розпадається. Навсікая відвозить дитинча ому прямо до зграї, проте комахи поглинають її. Коли здається, що Долину Вітрів буде знищено, комахи зупиняються. Ому підносять Навсікаю на своїх щупальцях і зцілюють дівчину в подяку за повернення дитинчати.
Ому і тормекійські солдати на чолі з Кушаною та Куртовою покидають Долину Вітрів, а вцілілі з Паджіте залишаються в ній і допомагають відновити зруйновані будівлі. В титрах люди без страху входять до лісу, в підземеллі якого проростає дерево.

### Ім'я головної героїні
Ім'я головної героїні запозичене з гомерівської «Одісеї». Український варіант гомерівського імені звучить Навсікая.

## Визнання
Фільм часто відносять до найкращих анімаційних фільмів, коли-небудь створених. Успіх фільму призвів до заснування студії Ghibli та кількох інших аніме-студії.
На Metacritic фільм отримав середню оцінку 86 зі 100, що відповідає «загальному визнанню».
Стиль Міядзакі Хаяо багато чому завдячує французькому художнику Жану Жиро, відомому під псевдонімом Moebius. Своєю чергою Жиро на знак своєї пошани до Міядзакі назвав свою доньку Навсікаєю.
У 2023 році бразильський незалежний режисер Кріс Текс представив 16-ихвилинний фільм «Принцеса вітру», що відтворює початок «Навсікаї з Долини Вітрів».

## Інше
Жан Жиро познайомився з творчістю Міядзакі завдяки «Навсікаї з Долини Вітрів». Це відбулося в 1986 році, коли його син Жюльєн (тоді школяр) показав Жану піратську копію цього фільму.